# Budapest-Keleti pályaudvar
 Budapest-Keleti pályaudvar (česky doslova Budapešť východní nádraží, zkráceně Keleti pu.) je nádraží nacházející se ve východní části Budapešti (čtvrť Józsefváros) na Barossově náměstí (Baross tér), je to zároveň největší železniční nádraží, která ve městě leží. Plní do jisté míry roli budapešťského hlavního nádraží, ačkoliv takto označováno není. Slouží především pro hlavní mezinárodní spoje. Stanice ročně odbaví 11 milionů cestujících.

## Název
Název Budapest Keleti pályaudvar lze do češtiny přeložit jako Budapešť východní nádraží. Stanice má svůj název z historického důvodu, neboť zde byly v 19. století vypravovány vlaky na východ Zalitavska; stejně jako vlaky ze stanice Nyugati byly vypravovány do Vídně a na území dnešního Slovenska, tedy na západ.

## Poloha
Nádraží přiléhá k uvedenému náměstí. V jeho blízkosti se nachází rušná třída Kerepesi út a Rákóczi út. Poblíž stojí i hřbitov Kerepesi temető, kde jsou pohřbeny významné maďarské osobnosti.

## Popis stavby
Délka staniční budovy činí 93 m, délka nástupiště 80 m, nádraží sahá 14 metrů hluboko pod zem. Staniční budova je dlouhá v západo-východním směru 180 metrů a v severo-jižním 105 metrů. Výška stanice činí 31 metrů. Nápadné je především západní průčelí, orientované směrem ke středu města. Západní fasáda je ozdobena sochami dvou britských inženýrů. Nalevo nad vchodem socha George Stephensona, který byl dříve pokládán za vynálezce lokomotivy a napravo nad vchodem socha Jamese Watta vynálezce parního stroje. Další čtyři sochy jsou umístěny nad hlavním vstupem a dominantní je sousoší s názvem Zrození páry (maďarsky A gőz születése) na samém vrcholu průčelí. 
Uvnitř staniční budovy se nachází dekorovaný sál s nástěnnými malbami, jejichž autory byli Than Mór a Károly Lotz.
Areál stanice se táhne ve směru západ-východ. Staniční budova má severní a jižní část; západní fasáda (hlavní) umožňuje přístup přímo do zastřešené hale s nástupišti. Severovýchodně od hlavní budovy se nachází potom areál nádražní pošty. 
Jedná se o hlavovou stanici.

## Historie

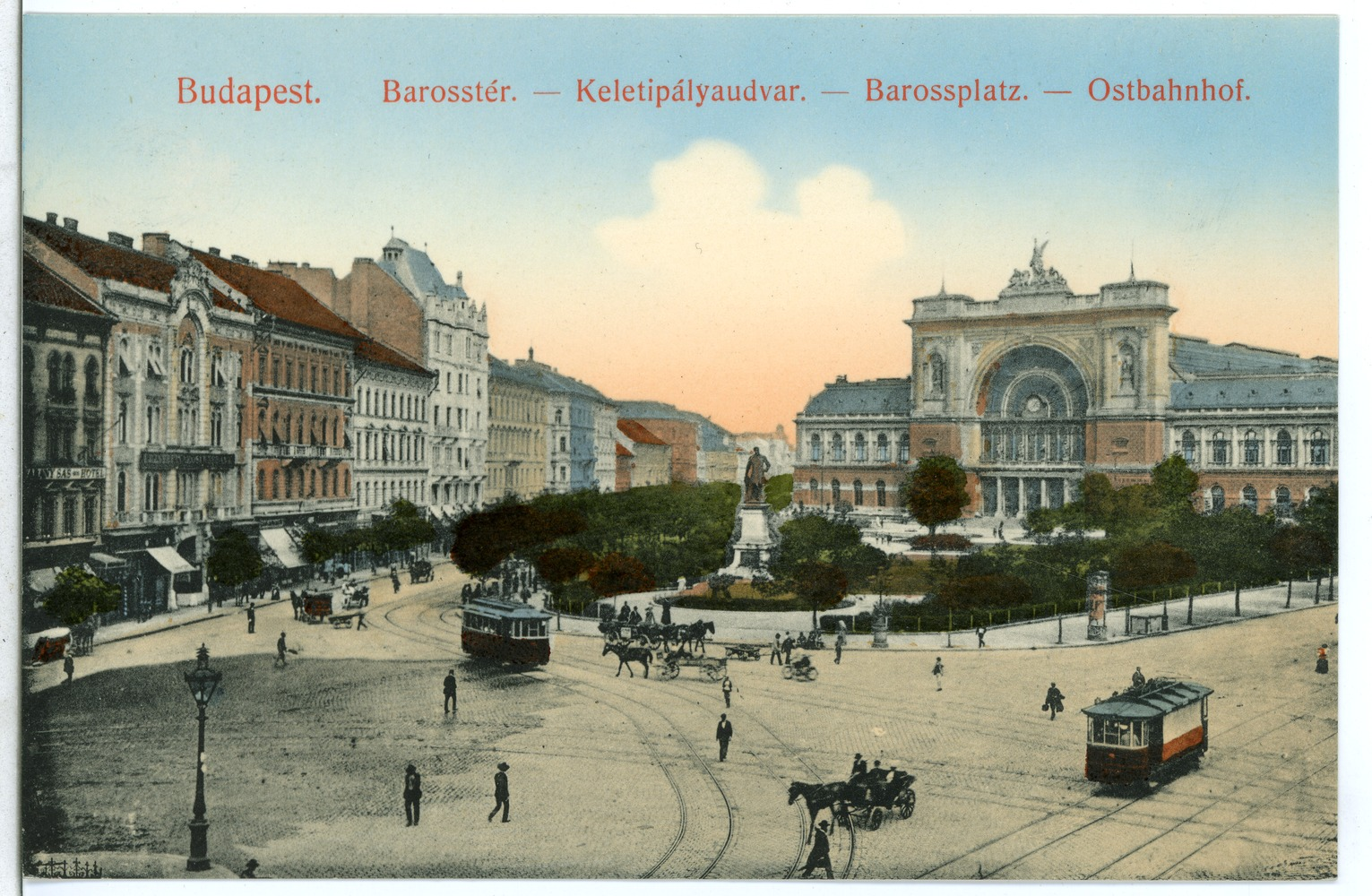
Stanice na historické pohlednici.

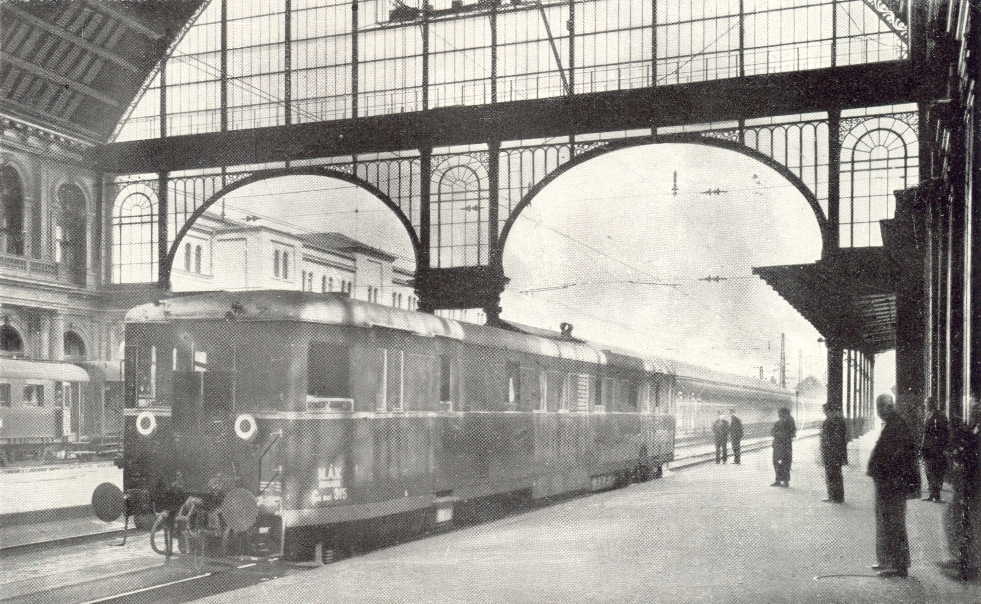
Provoz na nádraží v roce 1934.

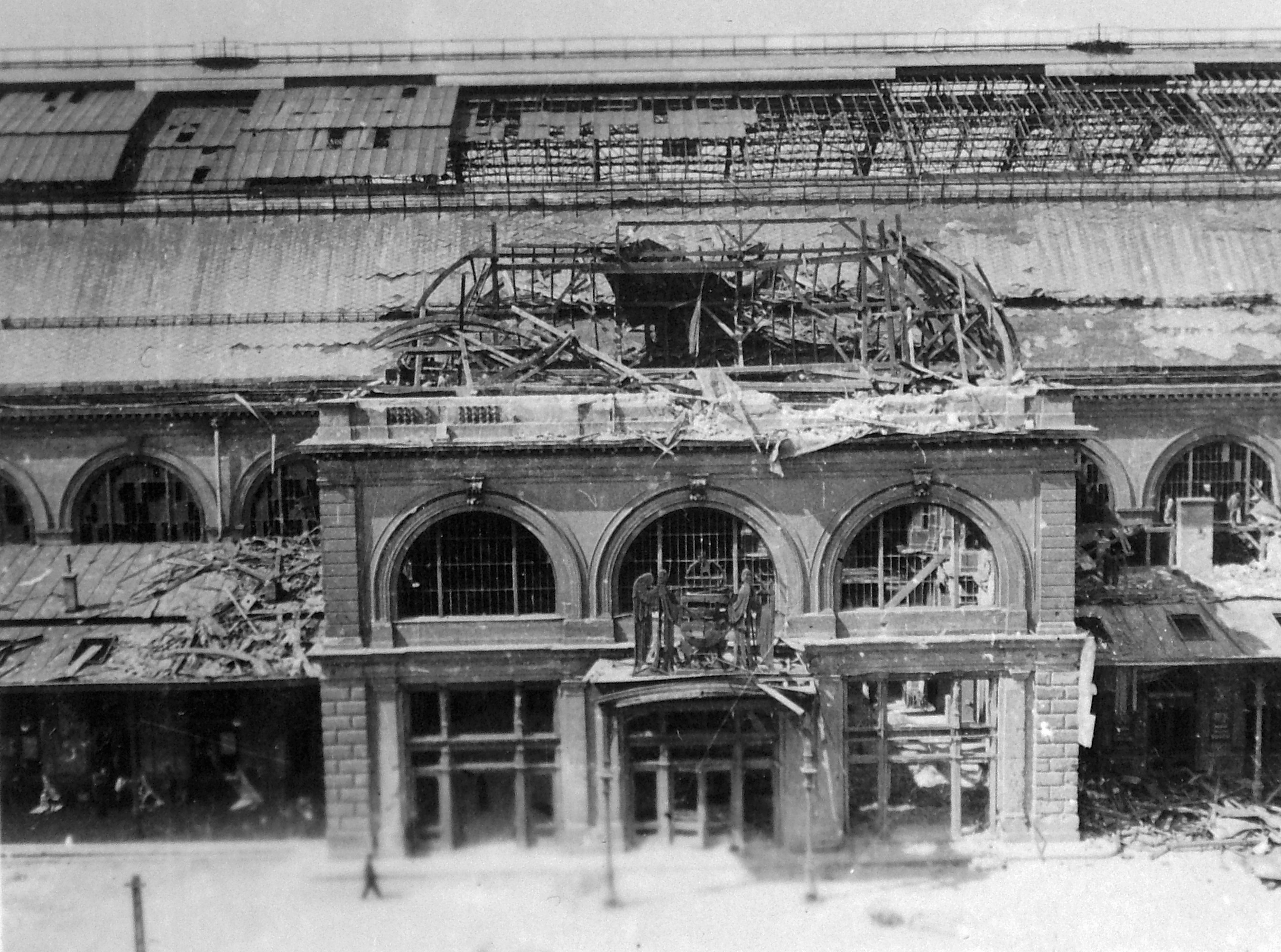
Následky po skončení druhé světové války.

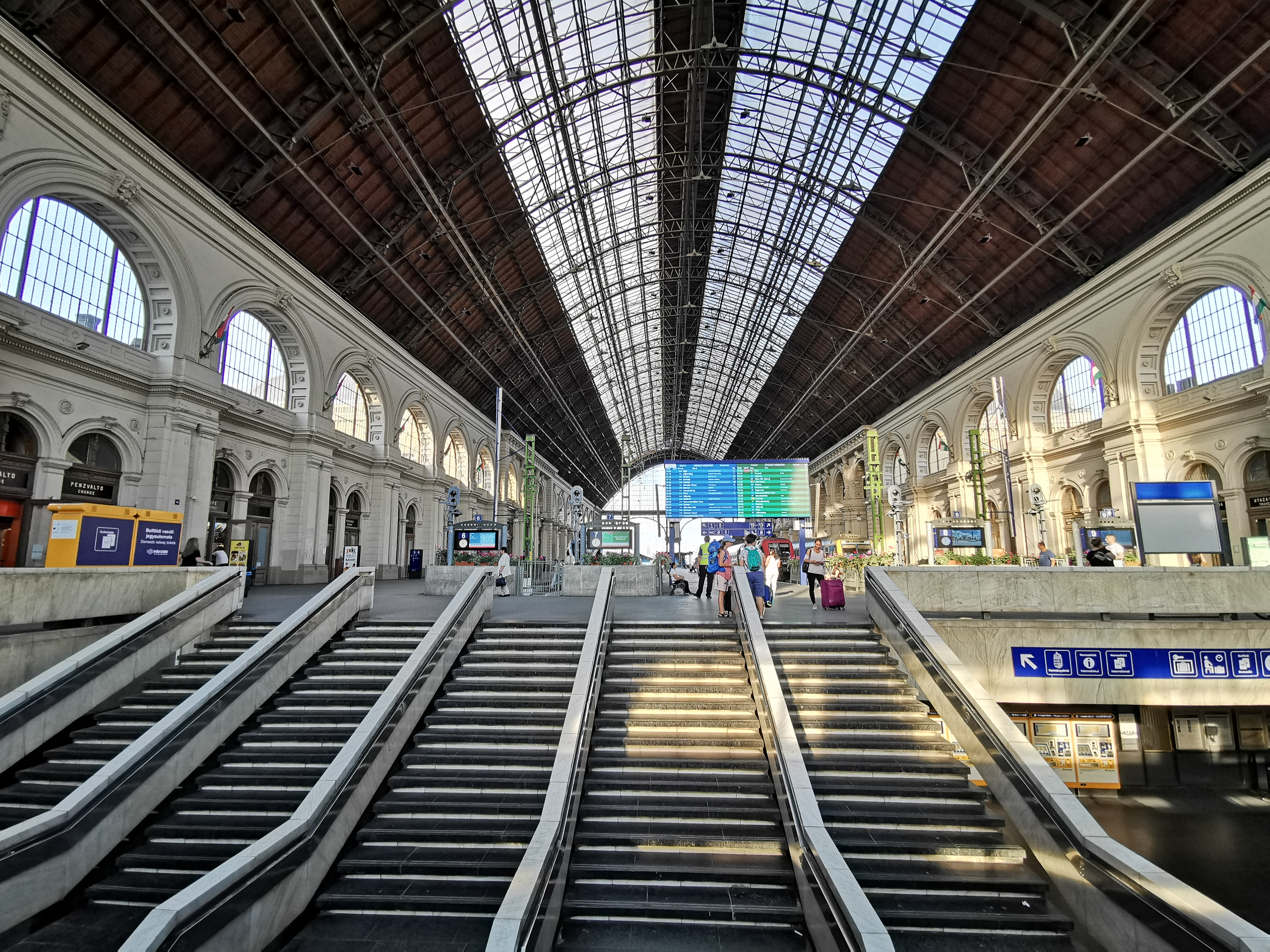
Hala s velkým schodištěm.

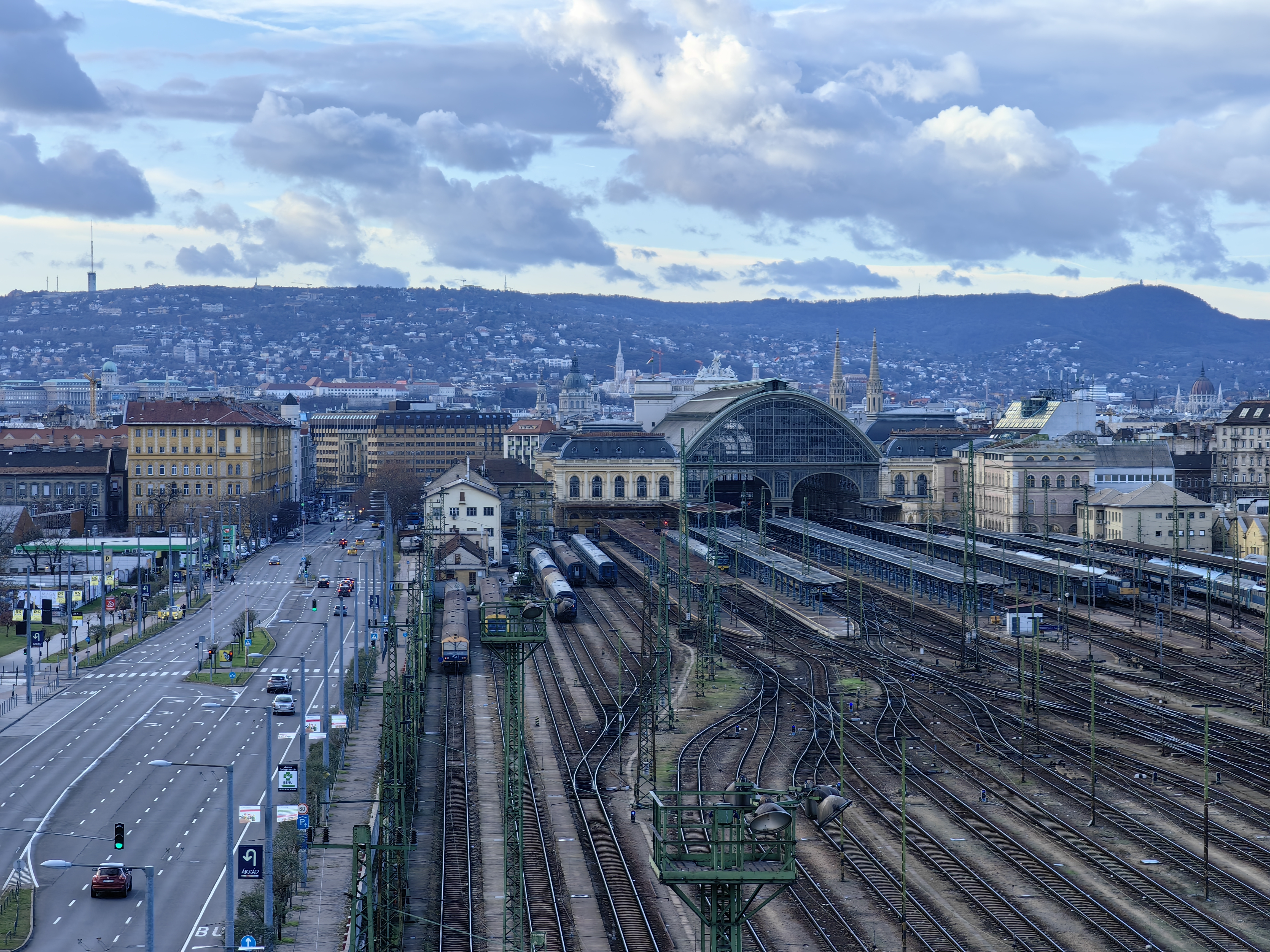
Stanice s Budapeští v pozadí.

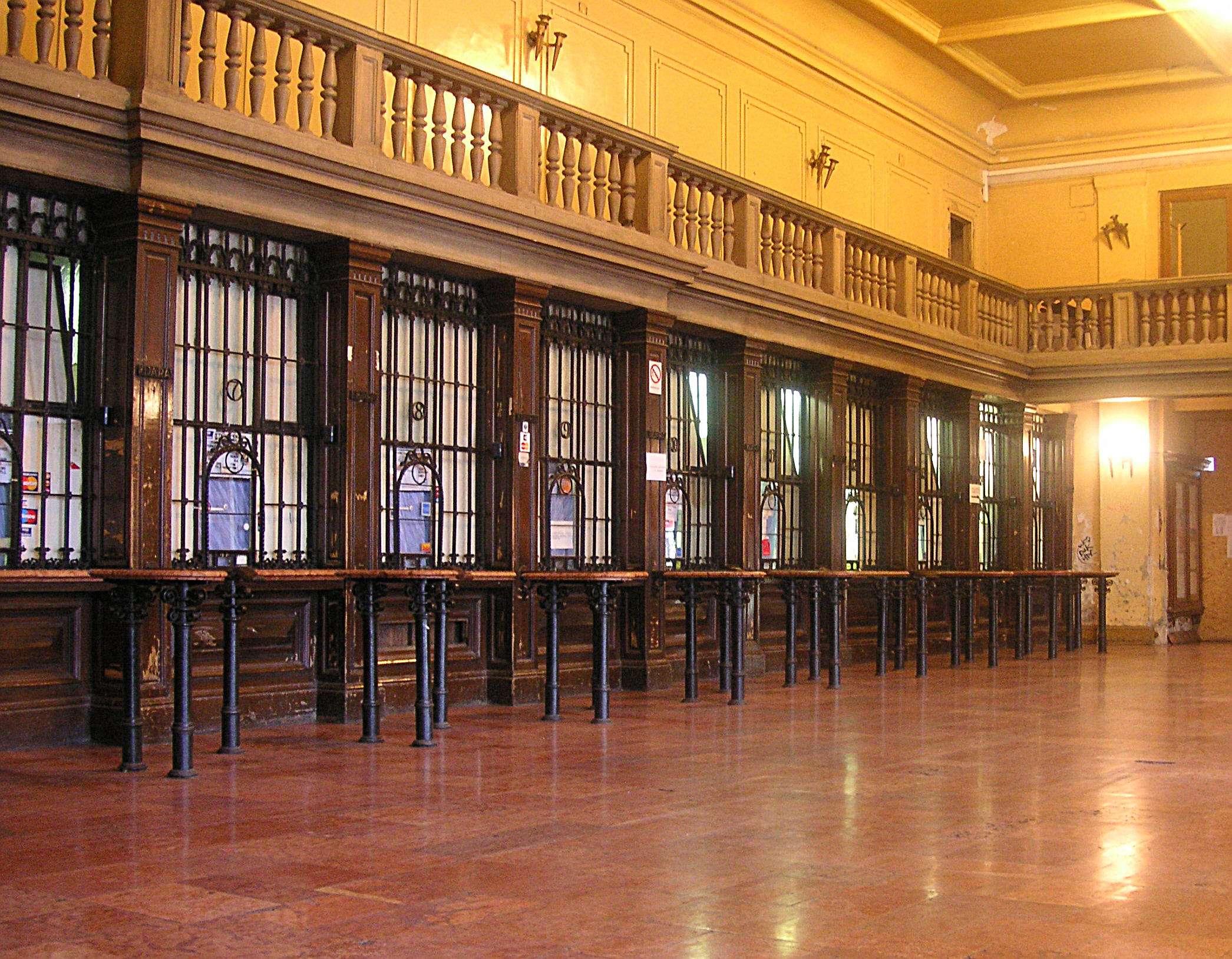
Původní pokladna.

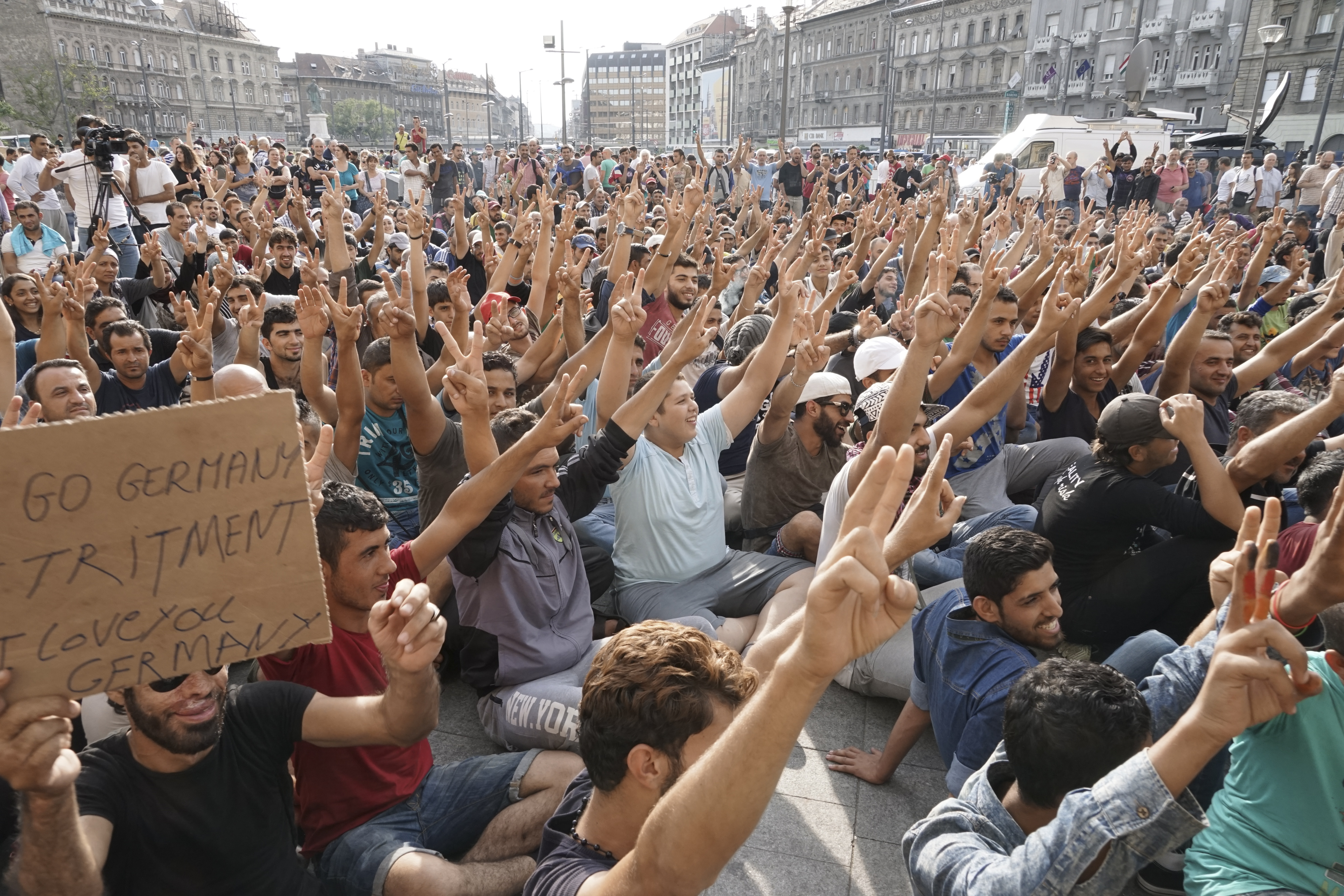
Migranti na nádraží v roce 2015.

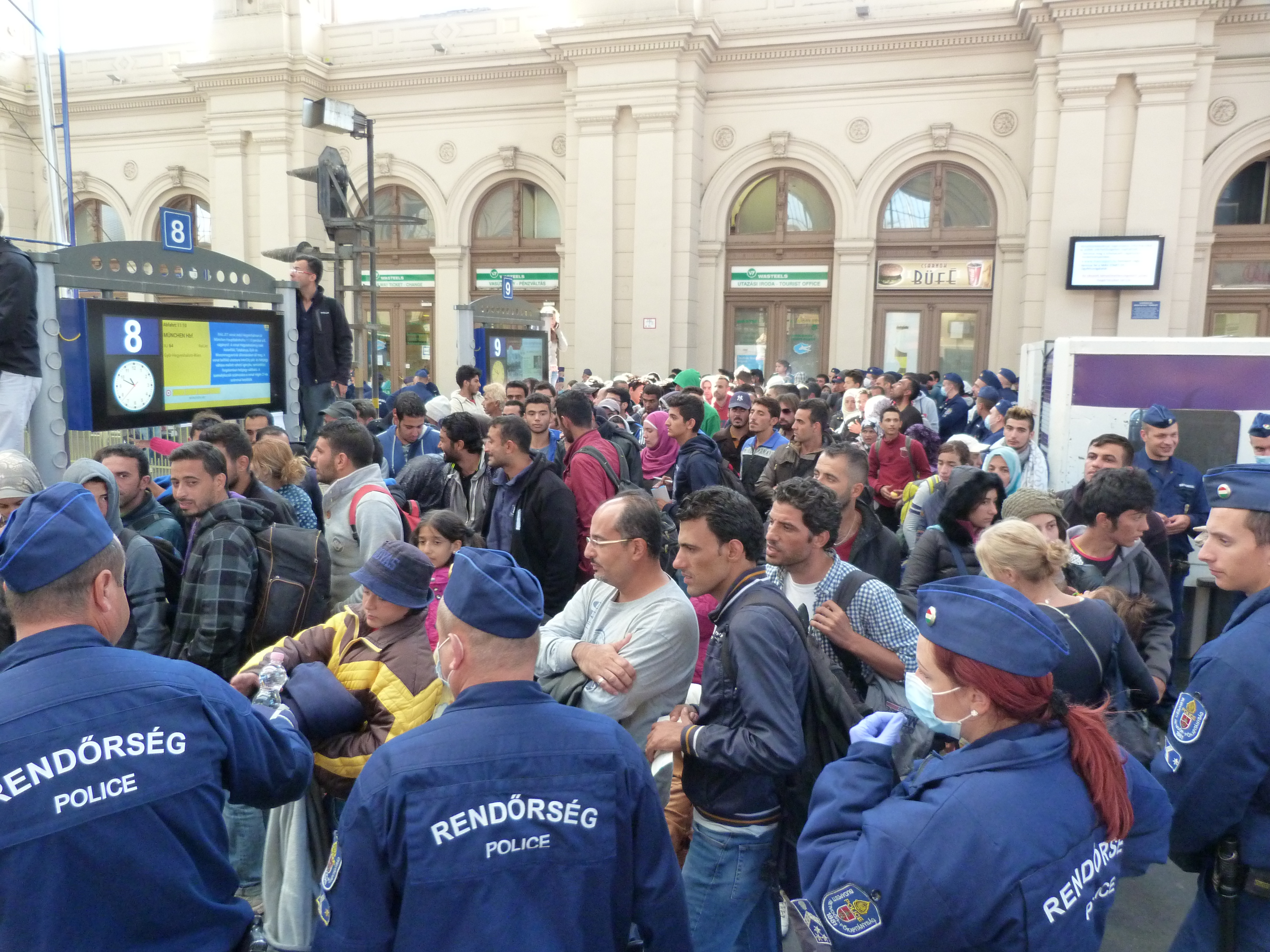
Maďarská policie a uprchlíci v roce 2015.

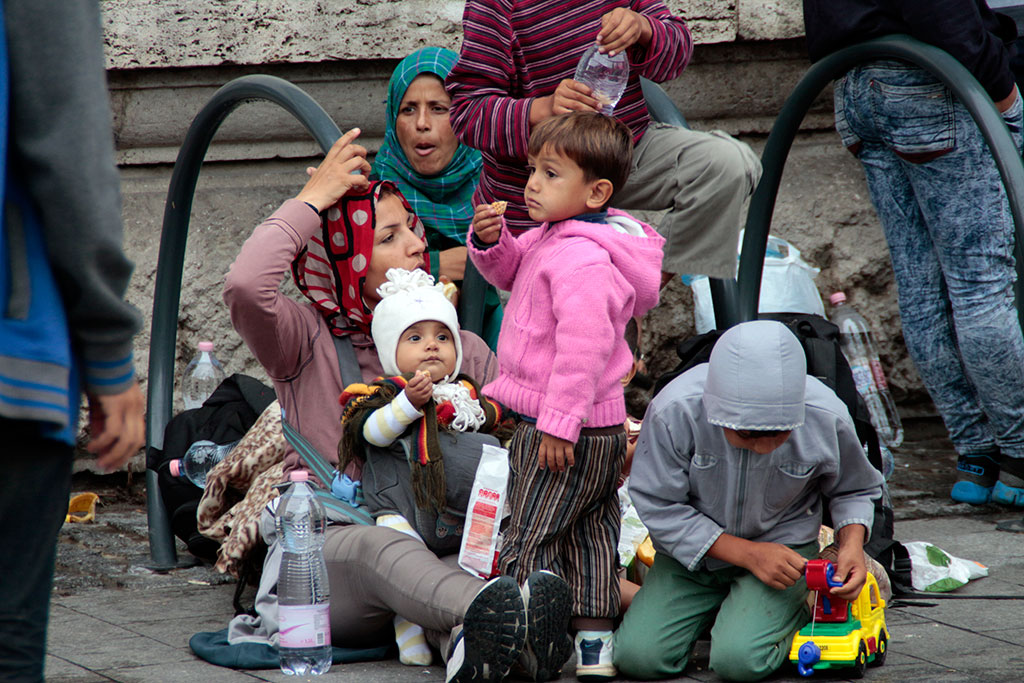
Rodiny s dětmi před nádražím v září 2015.

Dramatický růst počtu obyvatel Pešti, stejně jako výstavba uherské železniční sítě, znamenaly potřebu výstavby nového nádraží pro nově vzniklou metropoli (v roce 1873 došlo k sjednocení Budína a Pešti. V roce 1880 padlo rozhodnutí novou stanici postavit. Jako vhodná lokalita byl vybrán prostor bývalé celnice (na vstupu do Pešti bylo stejně jako na vstupu do Prahy vybíráno clo) na náměstí Baross tér. Jednalo se o jednu z mála volných ploch poblíž středu města; tehdejší pole, které je označované na mapách druhého vojenského mapování jako Stefansfeld leželo na východním okraji tehdejší Pešti; zástavba jej obcházela ze severozápadní i jižní strany. V prostoru před dnešním nádražím končila tehdy tramvajová trať.
Hlavní město pro projekt stanovilo, že středová linie fasády nového nádraží by měla přiléhat k Rákócziho ulici. Další objekty byly v důsledku tohoto ustanovení posunuty směrem k Thököly út na Baross tér, takto omezená plocha ztěžovala železnici optimální plnění úkolů železničního provozu.
Budova nádraží byla postavena v novorenesančním stylu mezi lety 1881 a 1884 a patřila na svoji dobu k jedním z nejmodernějších. Zahájení výstavby o několik měsíců oddálila hospodářská krize v Zalitavsku. Projekt počítal s dokončením nádraží v roce 1883, nicméně výskyt spodní vody znamenal nezbytnost přepracování základů stavby a umístění řady pilotů, což práci prodloužilo a prodražilo. V roce 1883 se uskutečnily oficiální oslavy a předání stavby o rok později se odehrálo bez větších událostí. Jako první ve městě měla již elektrické osvětlení a centrálně řízenou signalizaci. Osvětlení bylo dodáno z firmy Ganz. Stavbu navrhli Gyula Rochlitz a János Feketeházy. Rochlitz se před návrhem stanice inspiroval u několika dalších velkých evropských nádraží, nejvíce u stanice Berlin Lehrter Bahnhof. Otevřena byla dne 16. srpna 1884 pod názvem Központi Indóház (centrální nádraží). Zástavba okolo nádraží vyrostla do jisté míry ve stejnou dobu.
V roce 1898 byla na náměstí před nádražím umístěna Barossova socha. Gábor Baross byl zalitavský ministr obchodu, umístěna sem byla po jeho smrti. 
V druhé dekádě 20. století bylo nádraží rozšiřováno v souvislosti s rozvojem města. Rozsáhlé práce nicméně přerušila první světová válka.
V 20. letech 20. století po první světové válce byl dlouho provoz na nádraží kvůli omezením ohledně surovin relativně nízký. Vlaky byly vypravovány s velkým počtem vagonů. V roce 1931 bylo kolejiště stanice doplněno o trakční vedení.
V roce 1940 zde došlo k železniční nehodě, kdy rozjetý vlak kvůli selhání brzd nedokázal zastavit, projel do vstupní haly a zastavil se až na Barossově náměstí.
Budova nádraží byla poškozena během bombardování Budapešti v roce 1945.[zdroj?] Ještě předtím vznikla před budovou nádraží požární nádrž. Prostor před nádražím tvořil především velký terminál pro tramvajovou dopravu. Po nějakou dobu probíhala v Budapešti diskuze, zdali nemá být stanice stržena a postavena zcela nová, nicméně rozhodnutí nakonec padlo stavbu zrekonstruovat. Po opravě byla stanice připravena na to, aby začala plnit roli nejvýznamnějšího nádraží ve městě. Byly instalovány nové hodiny a otevřena zde byla také lotyšská restaurace.
Pod samotným nádražím se v hloubce několika desítek metrů nachází také stejnojmenná stanice metra linky M2. V roce 1970 byla otevřena a spojena s historickou budovou nádraží podchodem. Podchod byl budován tři roky, od roku 1967. Pod úroveň terénu byly přemístěny také pokladny na nádraží. Odjezdová hala byla spojena s podchodem širokým schodištěm (obnoveno bylo v roce 2023). Původní tramvajová konečná byla přemístěna a na jejím místě vznikl terminál pro autobusovou dopravu.
V roce 1998 byla zrekonstruována fasáda stanice.
Vzhledem k rostoucímu počtu obyvatel maďarské metropole a významu příměstských vlaků se již v 80. letech 20. století nedostávalo kapacity pro původní čtyři koleje, které nádraží má. Proto byly severovýchodně od staniční budovy vybduovány další nástupiště, která slouží většinou pro osobní nebo příměstské vlaky. Automatizováno zde bylo také signalizační zařízení
V roce 2014 došlo ke zprovoznění linky M4, která zde má konečnou stanici. V souvislosti s tím byl celý předstaniční prostor náměstí přestavěn, což ovlivnilo fungování i samotného nádraží. Stavební práce probíhaly v samotné blízkosti stanice již od roku 2008.
V létě 2015 se stalo nádraží v souvislosti s evropskou migrační krizí důležitou přestupní stanicí tzv. balkánské trasy. Počet jednotlivých migrantů, kteří přestupovali na nádraží Keleti pályaudvar dosahoval v červenci 2015 několika desítek za den, nicméně již na přelomu srpna a září 2015 se jednalo až o tisíce lidí. Z humanitárních důvodů byla do podchodu zavedena dočasně voda pro mytí uprchlíků.
Z bezpečnostních důvodů musela proto maďarská policie budovu nádraží dne 1. září 2015 na několik hodin uzavřít, což vyvolalo protesty shromážděného davu několika tisíc uprchlíků na náměstí Baross tér i v podchodu u blízké stanice metra. Přerušení odbavování vlaků znamenalo značné potíže v maďarské železniční dopravě a vlaky musela vypravovat jiná budapešťská nádraží.
V roce 2016 odbavilo nádraží okolo čtyř stovek vlaků denně.
Roku 2021 byla zahájena další modernizace stanice. Součástí celého objektu mají být nově i eskalátory, výtahy a všechny pokladny se budou nacházet na jediném místě. Vyměněno bude mramorové obložení schodišť, umístěna nová podlaha, včetně prosklené podlahy, která umožní propouštět světlo do nedalekého podchodu. Výměna se týká také 716 metrů kolejí. Jedná se o největší přestavbu stanice od 90. let 20. století.

## Název
Oficiální název stanice se v průběhu let měnil následujícím způsobem:
- 1884–1892: Budapest központi pályaudvar (centrální nádraží).
- Budapest Keleti P.udv.
- Budapest-Keleti pu. (do roku 2009)
- Budapest-Keleti

## Železniční tratě
Železniční stanicí Budapest-Keleti pályaudvar prochází železniční tratě:
- 1 Budapest–Hegyeshalom–Rajka
- 80 Budapest–Sátoraljaújhely
- 120 Budapest–Szolnok–Békéscsaba–Lőkösháza
- 150 Budapest-Kunszentmiklós-Tass-Kelebia-Subotica

## Městská doprava
Kromě zmíněných dvou linek metra je zde také spojení s tramvajovou sítí maďarské metropole, zajíždějí sem i autobusy a trolejbusy. 
Kromě těchto již uvedených dopravních spojení je také plánováno zřízení linky rychlodráhy spojující nádraží a letiště Ference Liszta. Nádraží patří k nejvytíženějším ve městě a proto bylo zavedení rychlodráhy právě sem zhodnoceno jako nejvýhodnější.[zdroj?]

## Destinace
Železniční stanici Budapest-Keleti pályaudvar obsluhují dálkové mezistátní, vnitrostátní i regionální spoje směřující kupříkladu do měst:
- Bělehrad (Beograd-Glavna)
- Berlin - (Berlin Hauptbahnhof)
- Brašov
- Bukurešť
- Košice
- Curych - (Zürich Hauptbahnhof)
- Frankfurt nad Mohanem - (Frankfurt (Main) Hauptbahnhof)
- Graz
- Mnichov
- Salcburk
- Varšava - (Warszawa Zachodnia, Warszawa Centralna, Warszawa Wschodnia)
- Vídeň (Wien Hauptbahnhof)
- Záhřeb
- Baja
- Békéscsaba
- Debrecín
- Eger
- Gödöllö
- Györ
- Hegyeshalom
- Kamenec
- Kelebia
- Lőkösháza
- Miškovec
- Nyíregyháza
- Pětikostelí
- Sátoraljaújhely
- Szekszárd
- Szolnok
- Vác

## Stanice v kultuře
Stanice se objevila v několika filmech, např. Mission: Impossible – Ghost Protocol z roku 2011 nebo Black Widow z roku 2021.

## Galerie

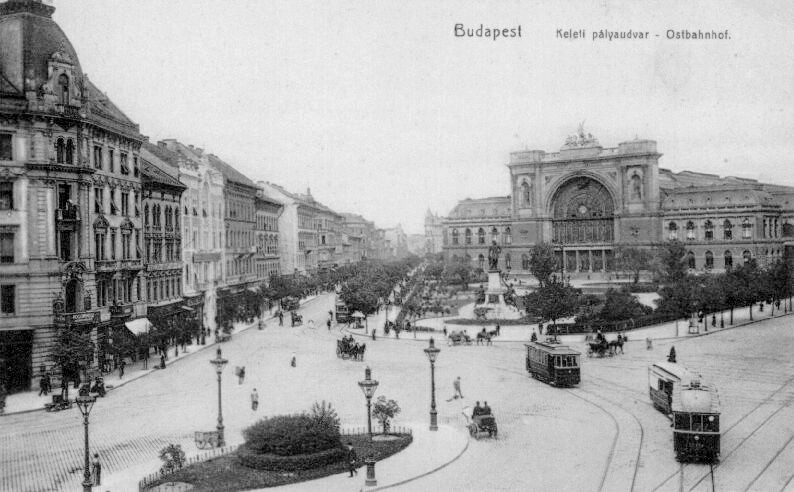
Nádraží v roce 1900
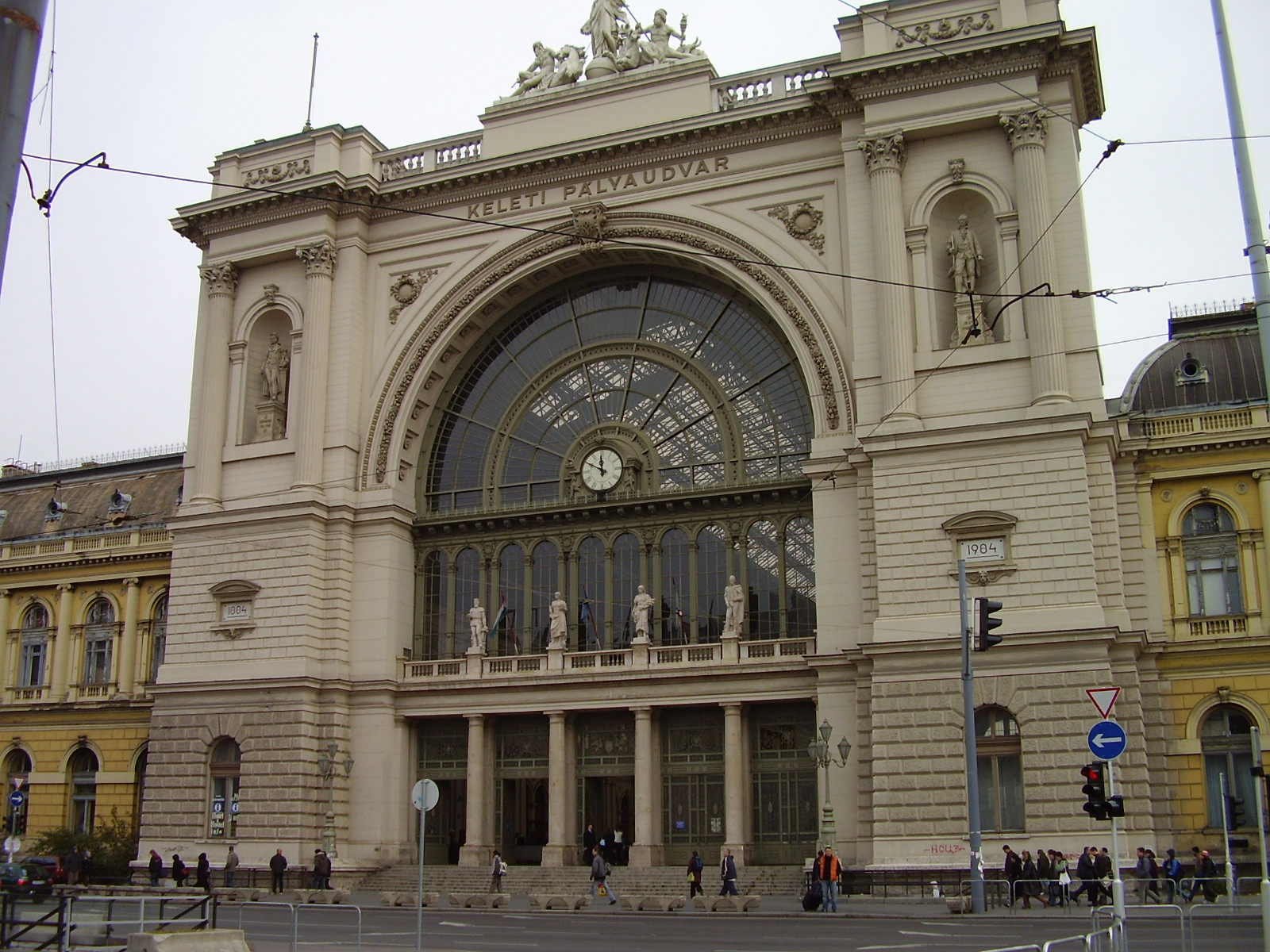
Detail hlavního vchodu
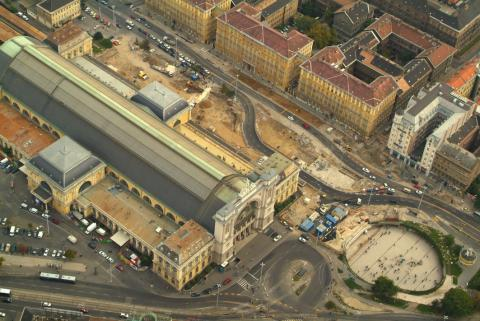
Nádraží z ptačí perspektivy
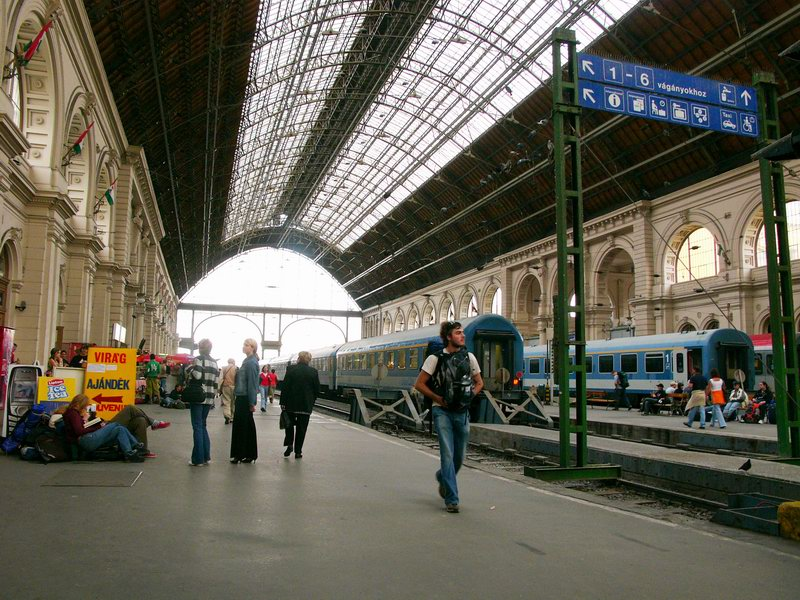
Hlavní odjezdová hala
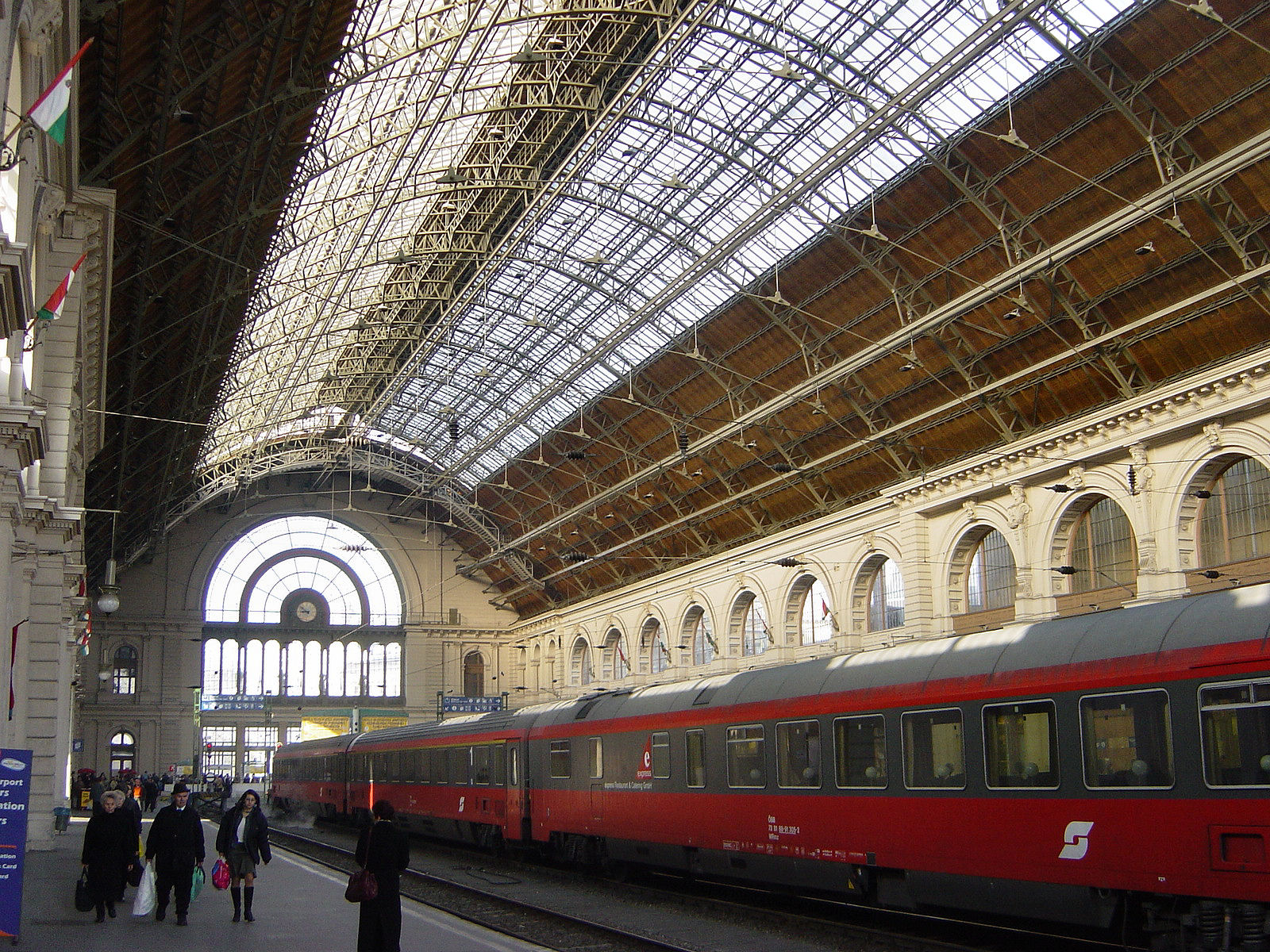
EuroCity na jednom z nástupišť
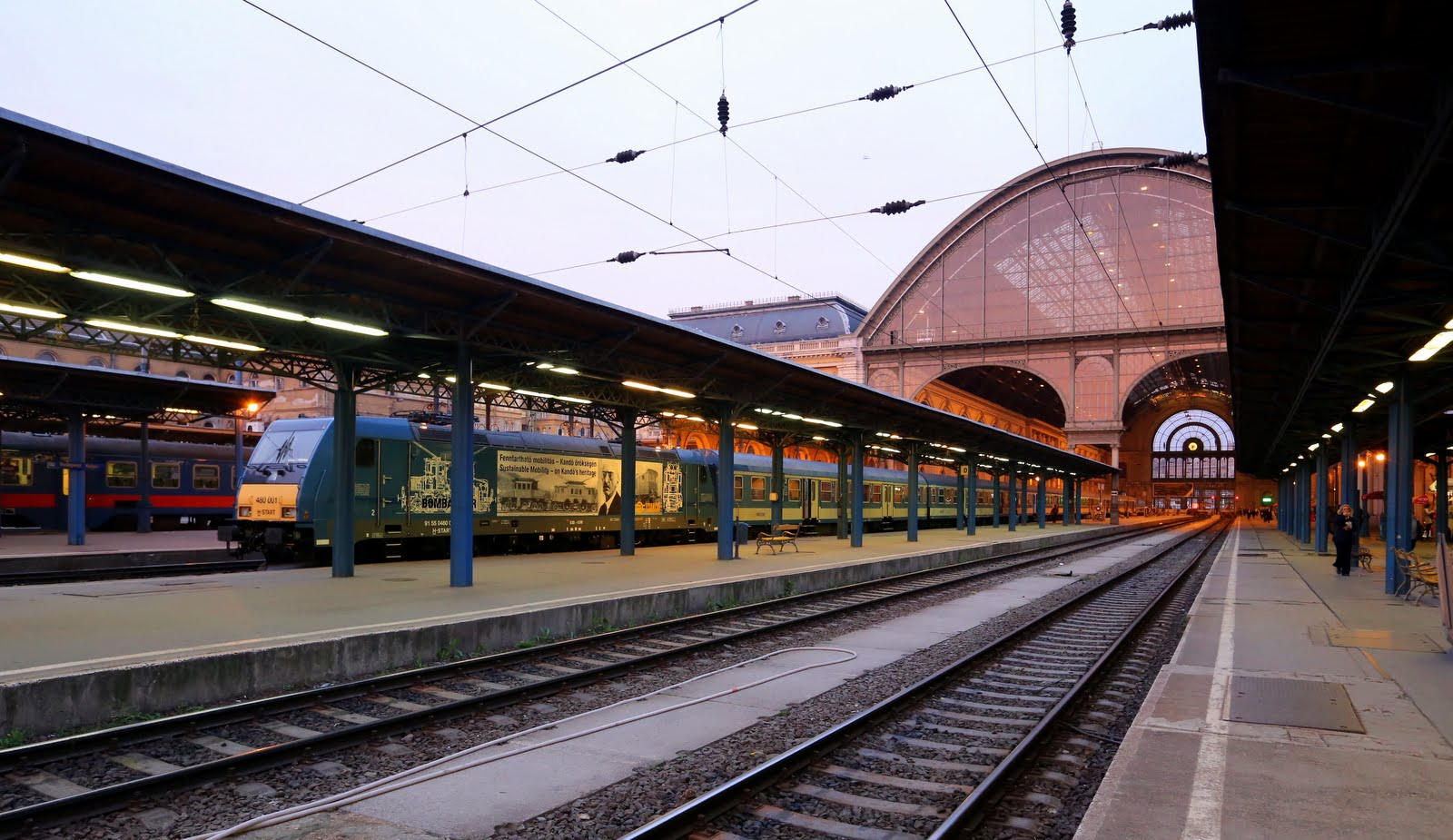